# Nama johnstonii
Nama johnstonii är en strävbladig växtart som beskrevs av C. L. Hitchcock. Nama johnstonii ingår i släktet Nama och familjen strävbladiga växter. Inga underarter finns listade i Catalogue of Life.